# 特雷桑日
特雷桑日（法語：Tressange，法語發音：[tʁɛsɑ̃ʒ]）是法国摩泽尔省的一个市镇，位于该省西北部，属于蒂永维尔区。

## 地理
特雷桑日（49°24'10"N, 5°58'53"E）面积9.36 平方千米，位于法国大東部大區摩泽尔省，该省份为法国东北部内陆省份，是洛林的一部分，西南接默尔特-摩泽尔省，东临下莱茵省，北与卢森堡和德国接壤。
与特雷桑日接壤的市镇（或旧市镇、城区）包括：欧梅斯、布朗日、阿旺日、奥唐日、罗雄维莱。

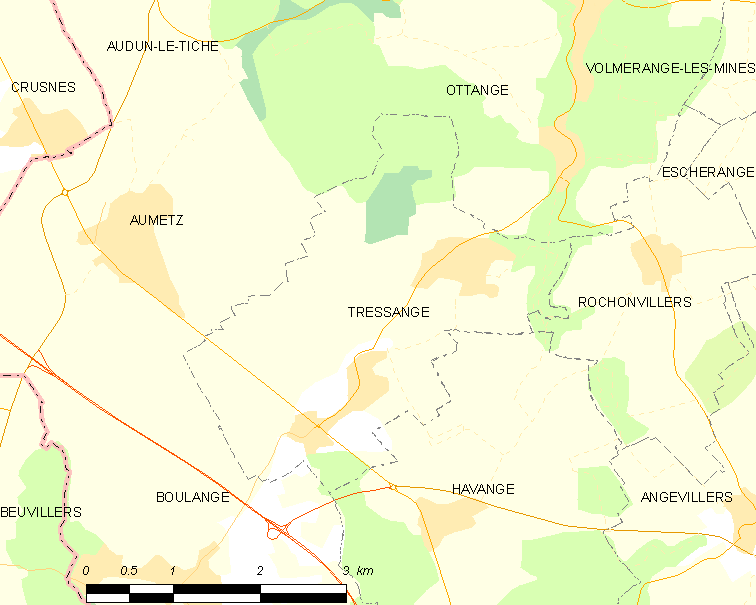
特雷桑日的OSM定位图

特雷桑日的时区为UTC+01:00、UTC+02:00（夏令时）。

## 行政
特雷桑日的邮政编码为57710，INSEE市镇编码为57678。

## 政治
特雷桑日所属的省级选区为阿尔格朗日县。

## 人口

1962-2008年间特雷桑日人口变化图示

特雷桑日于2022年1月1日时的人口数量为2464人。